# Coux, Ardèche
Coux är en kommun i departementet Ardèche i regionen Auvergne-Rhône-Alpes i sydöstra Frankrike. Kommunen ligger  i kantonen Privas som ligger i arrondissementet Privas. År 2022 hade Coux 1 664 invånare.

## Befolkningsutveckling
Antalet invånare i kommunen Coux
Referens: INSEE